# Premis Butaca de 2000
Els Premis Butaca de 2000, varen ser la sisena edició dels oficialment anomenats Premis Butaca de teatre i cinema de Catalunya, uns guardons teatrals i cinematogràfics catalans, creats l'any 1995 per Glòria Cid i Toni Martín, conductors d'un programa a la ràdio de Premià de Mar, en reconeixement de les obres de teatre i pel·lícules estrenades a Catalunya. Els premis són atorgats per votació popular.
En aquesta edició, s'atorgaren els següents premis extraordinaris:
- Premi Butaca a tota una vida entre bastidors
- Butaca d'Honor

## Palmarès i nominacions[1]

### Premi Butaca al millor muntatge teatral
| Obra                   | Productora                                                                                            | Resultat  |
| ---------------------- | --- | --------- |
| La vida es sueño       | Teatre Romea, Compañía Nacional de Teatro Clásico, Edinburgh International Festival i Barbican Centre | Guanyador |
| Daaalí                 | Els Joglars                                                                                           | Nominat   |
| La nit de les tríbades | Teatre Lliure                                                                                         | Nominat   |
| La presa               | Teatre Romea                                                                                          | Nominat   |

### Premi Butaca al millor musical
| Obra                                      | Productora                                        | Resultat  |
| ----------------------------------------- | ------------------------------------------------- | --------- |
| T'estimo, ets perfecte... ja et canviaré! | Vània Produccions                                 | Guanyador |
| Besos                                     | Albena Teatre                                     | Nominat   |
| Rent                                      | Grup Focus                                        | Nominat   |
| Ricardo i Elena                           | Cia. Carles Santos i Teatre Nacional de Catalunya | Nominat   |

### Premi Butaca al millor espectacle de dansa
| Obra                    | Productora                                       | Resultat  |
| ----------------------- | ------------------------------------------------ | --------- |
| Litúrgia de somni i foc | Lanònima Imperial i Teatre Nacional de Catalunya | Guanyador |
| D.C. Annus Domini       | Increpación Danza                                | Nominat   |
| Frontera                | Cia. Metros i Teatre Nacional de Catalunya       | Nominat   |
| Lucky                   | Jordi Cortés                                     | Nominat   |

### Premi Butaca al millor espectacle de petit format
| Obra                                               | Productora                          | Resultat  |
| -------------------------------------------------- | ----------------------------------- | --------- |
| Mein Kampf                                         | Teatre Tantarantana                 | Guanyador |
| Fragments d'una cara de comiat llegits per geòlegs | Sala Beckett                        | Nominat   |
| El estado del malestar                             | Carles Flavià i Fila 7              | Nominat   |
| Passatge Guttenberg                                | Bulevard Espectacle                 | Nominat   |
| Platja negra                                       | Espai Escènic Joan Brossa           | Nominat   |
| Rèquiem                                            | Teatre de Ciutat i Bitó Produccions | Nominat   |
| Ultramarins                                        | Sala Beckett                        | Nominat   |

### Premi Butaca al millor text teatral
| Obra         | Autor/a         | Resultat  |
| ------------ | --------------- | --------- |
| Daaalí       | Albert Boadella | Guanyador |
| La cita      | Lluïsa Cunillé  | Nominat   |
| Platja negra | Jordi Coca      | Nominat   |
| Ultramarins  | Paco Zarzoso    | Nominat   |

### Premi Butaca a la millor direcció
| Director/a      | Obra                                      | Resultat  |
| --------------- | ----------------------------------------- | --------- |
| Calixto Bieito  | La vida es sueño                          | Guanyador |
| Esteve Ferrer   | T'estimo, ets perfecte... ja et canviaré! | Nominat   |
| Carme Portaceli | Mein Kampf                                | Nominada  |
| Carlos Santos   | Ricardo i Elena                           | Nominat   |

### Premi Butaca a la millor actriu
| Actriu         | Obra                   | Resultat   |
| -------------- | ---------------------- | ---------- |
| Rosa Novell    | La plaça dels herois   | Guanyadora |
| Muntsa Alcañiz | La nit de les tríbades | Nominada   |
| Marta Calvó    | Rumors                 | Nominada   |
| Anna Lizaran   | La nit de les tríbades | Nominada   |
| Àurea Màrquez  | Ultramarins            | Nominada   |

### Premi Butaca al millor actor
| Actor          | Obra                 | Resultat  |
| -------------- | -------------------- | --------- |
| David Bagés    | Mein Kampf           | Guanyador |
| Carles Canut   | Tots eren fills meus | Nominat   |
| Ramon Fontserè | Daaalí               | Nominat   |
| Andoni Gracia  | La vida es sueño     | Nominat   |
| Pep Tosar      | Rèquiem              | Nominat   |

### Premi Butaca a la millor actriu de musical
| Actriu            | Obra                                      | Resultat   |
| ----------------- | ----------------------------------------- | ---------- |
| Teresa Vallicrosa | T'estimo, ets perfecte... ja et canviaré! | Guanyadora |
| Inma Ochoa        | Cacao                                     | Nominada   |
| Damaris Martínez  | Rent                                      | Nominada   |
| Manoli Nieto      | Rent                                      | Nominada   |
| Maria Josep Peris | T'estimo, ets perfecte... ja et canviaré! | Nominada   |

### Premi Butaca al millor actor de musical
| Actor            | Obra                                      | Resultat  |
| ---------------- | ----------------------------------------- | --------- |
| Xavi Mira        | T'estimo, ets perfecte... ja et canviaré! | Guanyador |
| Eduard Farelo    | T'estimo, ets perfecte... ja et canviaré! | Nominat   |
| Miquel Fernández | Rent                                      | Nominat   |
| Jano             | Rent                                      | Nominat   |
| Jordi Muixí      | Mals d'amor d'una gata francesa           | Nominat   |

### Premi Butaca a la millor actriu de repartiment
| Actriu          | Obra                  | Resultat   |
| --------------- | --------------------- | ---------- |
| Lluïsa Castell  | Mein Kampf            | Guanyadora |
| Mònica López    | Top Dogs              | Nominada   |
| Marta Marco     | Fashion Feeling Music | Nominada   |
| Carme Molina    | Olors                 | Nominada   |
| Francesca Piñón | La plaça dels herois  | Nominada   |

### Premi Butaca al millor actor de repartiment
| Actriu           | Obra                   | Resultat  |
| ---------------- | ---------------------- | --------- |
| Àngel Llàcer     | Mein Kampf             | Guanyador |
| Joan Carreras    | Molt soroll per no res | Nominat   |
| Alfred Lucchetti | La cita                | Nominat   |
| Julio Manrique   | Fashion Feeling Music  | Nominat   |
| Pep Molina       | Top Dogs               | Nominat   |

### Premi Butaca a la millor escenografia
| Autor/a                       | Obra                         | Resultat   |
| ----------------------------- | ---------------------------- | ---------- |
| Calixto Bieito i Carles Pujol | La vida es sueño             | Guanyadors |
| Jon Berrondo                  | Olors                        | Nominat    |
| Jon Berrondo                  | Top Dogs                     | Nominat    |
| Alfons Flores                 | Al Canigó ja no hi han flors | Nominat    |

### Premi Butaca a la millor il·luminació
| Autor/a          | Obra             | Resultat  |
| ---------------- | ---------------- | --------- |
| Xavi Clot        | La vida es sueño | Guanyador |
| Ignasi Camprodón | Olors            | Nominat   |
| Albert Faura     | L'estiueig       | Nominat   |
| Quico Gutiérrez  | Top Dogs         | Nominat   |

### Premi Butaca al millor vestuari
| Autor/a                          | Obra                            | Resultat   |
| -------------------------------- | ------------------------------- | ---------- |
| Chloé Obolensky i Erhard Stiefel | Mals d'amor d'una gata francesa | Guanyadors |
| Nicole Galerne                   | L'estiueig                      | Nominada   |
| Mercè Paloma                     | Rumors                          | Nominada   |
| Mercè Paloma                     | La vida es sueño                | Nominada   |

### Premi Butaca a la millor pel·lícula catalana de cinema
| Pel·lícula    | Autor             | Resultat   |
| ------------- | ----------------- | ---------- |
| Krámpack      | Cesc Gay          | Guanyadora |
| El mar        | Agustí Villaronga | Guanyadora |
| Morir (o no)  | Ventura Pons      | Nominada   |
| Els sense nom | Jaume Balagueró   | Nominada   |

### Premi Butaca a la millor actriu catalana de cinema
| Actriu         | Pel·lícula    | Resultat   |
| -------------- | ------------- | ---------- |
| Emma Vilarasau | Els sense nom | Guanyadora |
| Anna Azcona    | Morir (o no)  | Nominada   |
| Ariadna Gil    | Segunda piel  | Nominada   |
| Anna Lizaran   | Morir (o no)  | Nominada   |

### Premi Butaca al millor actor català de cinema
| Actor            | Pel·lícula   | Resultat  |
| ---------------- | ------------ | --------- |
| Marc Martínez    | Morir (o no) | Guanyador |
| Bruno Bergonzini | El mar       | Nominat   |
| Sergi López      | Morir (o no) | Nominat   |
| Jordi Vilches    | Krámpack     | Nominat   |

### Premi Butaca a tota una vida entre bastidors
- Margarida Sans, sastressa del Centre Dramàtic de la Generalitat Catalunya.

### Butaca Honorífica
- Carlota Soldevila